# Горихвостковые певуны
Горихвостковые певуны (лат. Myioborus) — род птиц семейства древесницевых.

## Описание
Большинство видов достигают длины от 13 до 13,5 см, за исключением красногрудого горихвосткового певуна, который достигает длины 15 см. Оперение верха от тёмно-серого до серого и оливково-серого, оперение нижней части тела жёлтое от оранжевого до красного цвета. Общим отличительным признаком видов являются внешние белые перья хвоста.

## Распространение
Ареал видов охватывает юг Северной Америки, Центральную и Южную Америки. Предпочтительные жизненные пространства в Южной Америке находятся вдоль Анд, а также на Тепуи.

## Виды
В состав рода включают 12 видов:
- Myioborus albifacies — Белощёкий горихвостковый певун
- Myioborus albifrons — Белолобый горихвостковый певун
- Myioborus brunniceps (Lafresnaye & D'Orbigny, 1837) — Бурошапочный горихвостковый певун
- Myioborus cardonai — Шафранногрудый горихвостковый певун
- Myioborus castaneocapilla
- Myioborus flavivertex (Salvin, 1887) — Желтошапочный горихвостковый певун
- Myioborus melanocephalus (Tschudi, 1844) — Очковый горихвостковый певун
- Myioborus miniatus (Swainson, 1827) — Красно-чёрный горихвостковый певун
- Myioborus ornatus — Золотолобый горихвостковый певун
- Myioborus pariae — Золотоглазый горихвостковый певун
- Myioborus pictus (Swainson, 1829) — Красногрудый горихвостковый певун
- Myioborus torquatus (Baird, 1865) — Ошейниковый горихвостковый певун